# Textus Roffensis

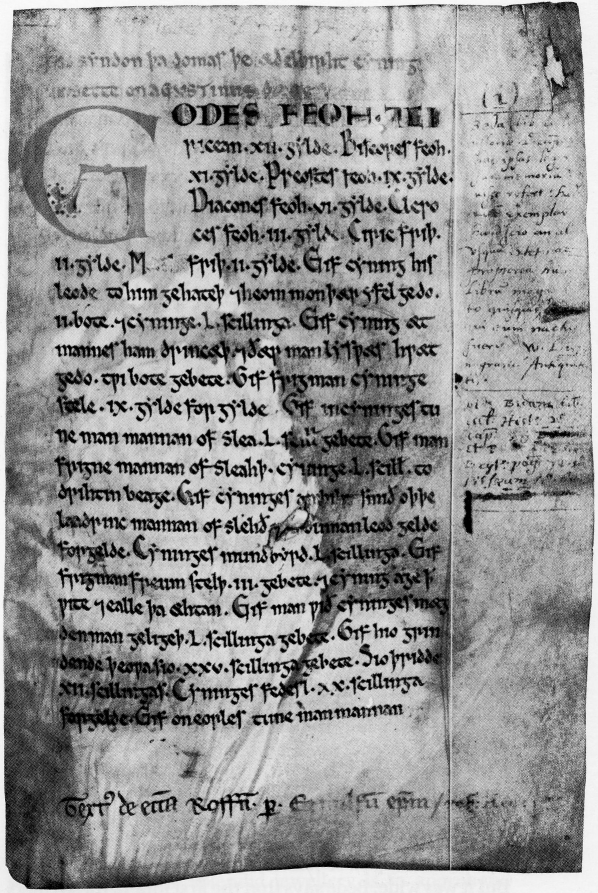
Première page du Textus Roffensis

Le Textus Roffensis, ou de manière complète Textus de Ecclesia Roffensi per Ernulphum episcopum (littéralement « Le Livre de l’église de Rochester par l’évêque Ernulf »), est un manuscrit réunissant deux anciens textes de la même période, entre 1122 et 1124.
Les deux livres ont été réunis autour de 1300. On pense qu'ils ont été écrits par un seul scribe. La première partie rassemble les textes de lois des Anglo-Saxons de la conversion du roi Æthelbert de Kent (~560 † 616) au couronnement d’Henri Ier d’Angleterre en 1100. La seconde se compose des plus vieux registres de la cathédrale de Rochester.
L’ouvrage unifié a été hébergé à de nombreux endroits au cours des siècles, il est à présent au centre d’études du Medway, à Rochester. Il est catalogué à la bibliothèque de la cathédrale de Rochester sous la référence MS A.3.5.

## Sources
- (en) Cet article est partiellement ou en totalité issu de l’article de Wikipédia en anglais intitulé « Textus Roffensis » (voir la liste des auteurs).
- (en) Mary P. Richards, Texts and Their Traditions in the Medieval Library Rochester Cathedral Priory, Philadelphie, American Philosophical Society, 1988